# Emilia del Bufalo della Valle
Marchesa Emilia del Bufalo della Valle, eigentlich Johanna Constantia Katharina Emilia Schmidt, Pseudonym Moderatus Diplomaticus (* 11. März 1828 in Hamburg; † nach 1898 vermutlich in Rom) war eine deutsche Schriftstellerin. Ihr Werk Die Deutschen und Engländer im Mond von 1873 gehört zur frühen deutschsprachigen Science-Fiction Literatur.

## Leben
Die Schriftstellerin war eine Tochter des Hamburger Kaufmanns und königlich-württembergischen Konsuls Georg Gottlieb Friedrich Schmidt (11. November 1782 – 24. Februar 1854) und dessen Frau Emilie Antoinette (geborene von Dieckmann-Secherau). Sie wurde in den Hamburger Erziehungsanstalten und durch Privatlehrer im Elternhaus unterrichtet. Am 28. November 1858 heiratete sie in Rom den Marchese Andrea del Bufalo della Valle und lebte mit diesem zunächst in Wien. Nach dem Tod des Ehemannes war sie viel auf Reisen und siedelte schließlich nach Rom um. Sie veröffentlichte Gedichte, Dramen und Versepen in verschiedenen Sprachen und war als Übersetzerin tätig. Im Jahr 1898 lebte sie als Witwe in Rom an der Via Ancona. Dort ist sie in Kürschners deutschem Literatur-Kalender noch im Jahr 1904 verzeichnet.

## Werke (Auswahl)
- als Emilie Constanze Schmidt: Ein poetisches Geschenck. Stuttgart 1858.
- Episoden aus der Schlacht von Sadowa und Koeniggrätz. 1867.
- Deutsch-französischer Krieg. Patriotisches Liederspiel. 1871.
- Conradin von Hohenstaufen. Drama. 1872.
- als Moderatus Diplompaticus: Die Deutschen und Engländer im Mond. Humoristisches Lustspiel in 3 Acten. Wien 1873.
- Der Olymp zur jetzigen Zeit. Wien 1876.
- Wahrheit und Phantasie : Gedichte. Stuttgart 1880.
- Der jüngste Tag. Rom 1891.
- Betreffs des Vorfalls im Pantheon am 2ten. October 1891 in Rom. Ein zweites Plebiscit. Cultur historisches Gedicht. 1891.
- Ein Abenteuer auf Schloss Ludlow. Drama in II Acten. Rom 1892.
- Das Helden Lied. (Giebt Es Jetzt Noch Helden?). Rom 1900.
- Forum Romanum und Vestalinnen. Rom 1900.
- Per le feste della nascita della Principessa figlia delle Loro Maestà il Re Vittorio Emanuele III. e della Regina Elena d’Italia- Rom 1901.
- La Virtù E Premio a Se Stessa. Rom 1901.
- The Wall Against Death. Rom 1901.
- Die zwei Mal Geborenen und die "nicht geboren" sein Wollenden. Rom 1901.
- Trostbuch: Ideal, cultur-historische Gedichte : Ernst und Scherz. Rom 1904.